# Таль, Исраэль
Исраэль «Талик» Таль (13 сентября 1924 — 8 сентября 2010) — генерал-майор (алуф) Армии обороны Израиля, участник Шестидневной войны (в чине бригадного генерала), координатор разработки танка «Меркава».

## Военная карьера

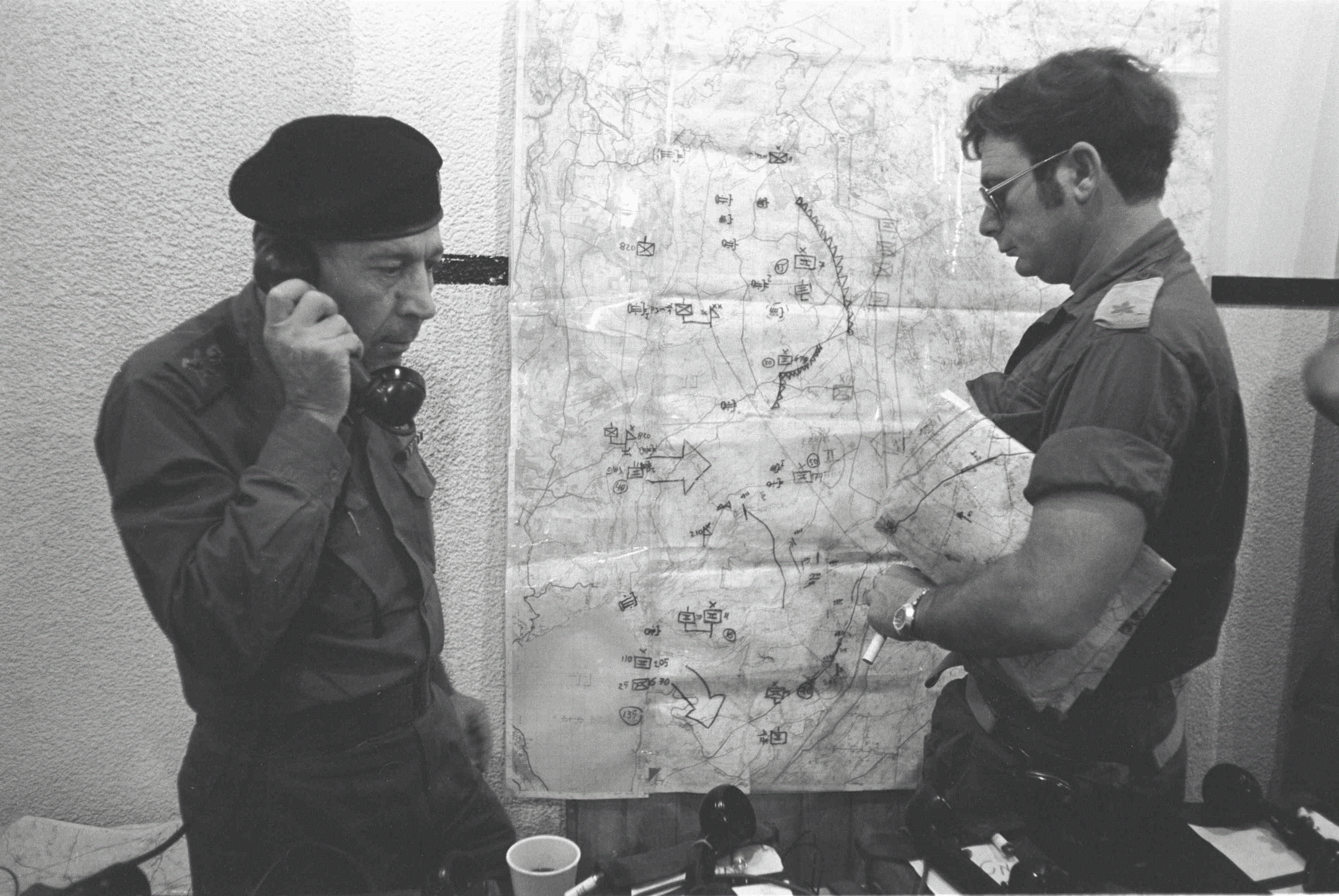
Таль в ходе Войны Судного дня

Свою военную службу Таль начал в Еврейской бригаде в составе британской армии, в её рядах воевал в Италии в ходе второй мировой войны. В ходе израильской войны за независимость служил младшим офицером. В ходе Суэцкого кризиса 1956 года был командиром бригады, в ходе Шестидневной войны возглавлял 84-ю бронетанковую дивизию. В время финальной стадии Войны Судного дня командовал Южным фронтом. Таль и его египетские противники договорились в пустыне о прекращении огня на Синае.
После официального окончания войны Судного Дня Таль, возглавлявший южный фронт, получил приказ от главы штаба Давида Элеазара и министра обороны Моше Даяна атаковать египетские силы. Таль отказался следовать приказу настаивая на его неэтичности и запросил подтверждения у премьер-министра и верховного суда, но никакого подтверждения так и не получил. Таль сумел оправдаться за своё решение, но его отказ подчиниться незаконному приказу уничтожил его шансы выдвижения на пост главы штаба на замену генералу Элеазару.
В 1970 Исраэль Таль пришёл к решению, что страна нуждается в независимом производстве собственных танков, так как политическая ситуация приводила к состоянию неопределённости внешних закупок. Он возглавил команду, начавшую разработку и строительство израильского танка Меркава с учётом характеристик израильского поля боя и уроков, полученные в ходе предыдущих войн.
Таль стал автором израильской доктрины бронетанковых сил, приведшей израильские силы к победе в Шестидневной войны после Суэцкого кризиса. Таль превратил бронетанковые силы в ведущий элемент армии обороны Израиля, которым были присущи высокая мобильность и непреклонный натиск. Приняв командование над израильскими бронированными корпусами, он натренировал всех стрелков-наводчиков поражать цели на дистанции в 1.5 км. Стрельба на такие расстояния оказалась существенно важной для выживания израильских бронетанковых корпусов в последующих войнах на открытой местности. Мобильность израильских бронетанковых сил сравнима с германскими в ходе блицкрига, многие полагают, что их тактика появилась в ходе эволюции тактики блицкрига. Преобразования, сделанные Талем, и успех, достигнутый в 1967 году, побудил расширить роль бронетанковых сил в составе Армии обороны Израиля. В то же время это привело к снижению внимания к действующим с меньшим успехом, но существенным подразделениям армии, таким как пехота. В ходе внезапного нападения на Израиль в 1973 году такое чрезмерное фокусирование на мобильных наступательных бронетанковых силах временно оставило армию без адекватной обороноспособности. Бронетанковые силы показали свой потенциал только на заключительных этапах войны. Танковые силы генерала Авраама Адана просочились через египетские линии, пересекли Суэцкий канал и, несмотря на соглашение о прекращении огня, окружили 3-ю египетскую армию возле Суэца. После войны 1973 Армия обороны Израиля приобрела более сбалансированную форму. Развитие бронетанковой доктрины Таля повлияло на бронетанковые доктрины Израиля и других стран.
Скончался в Реховоте 8 сентября 2010 года.

## Награды

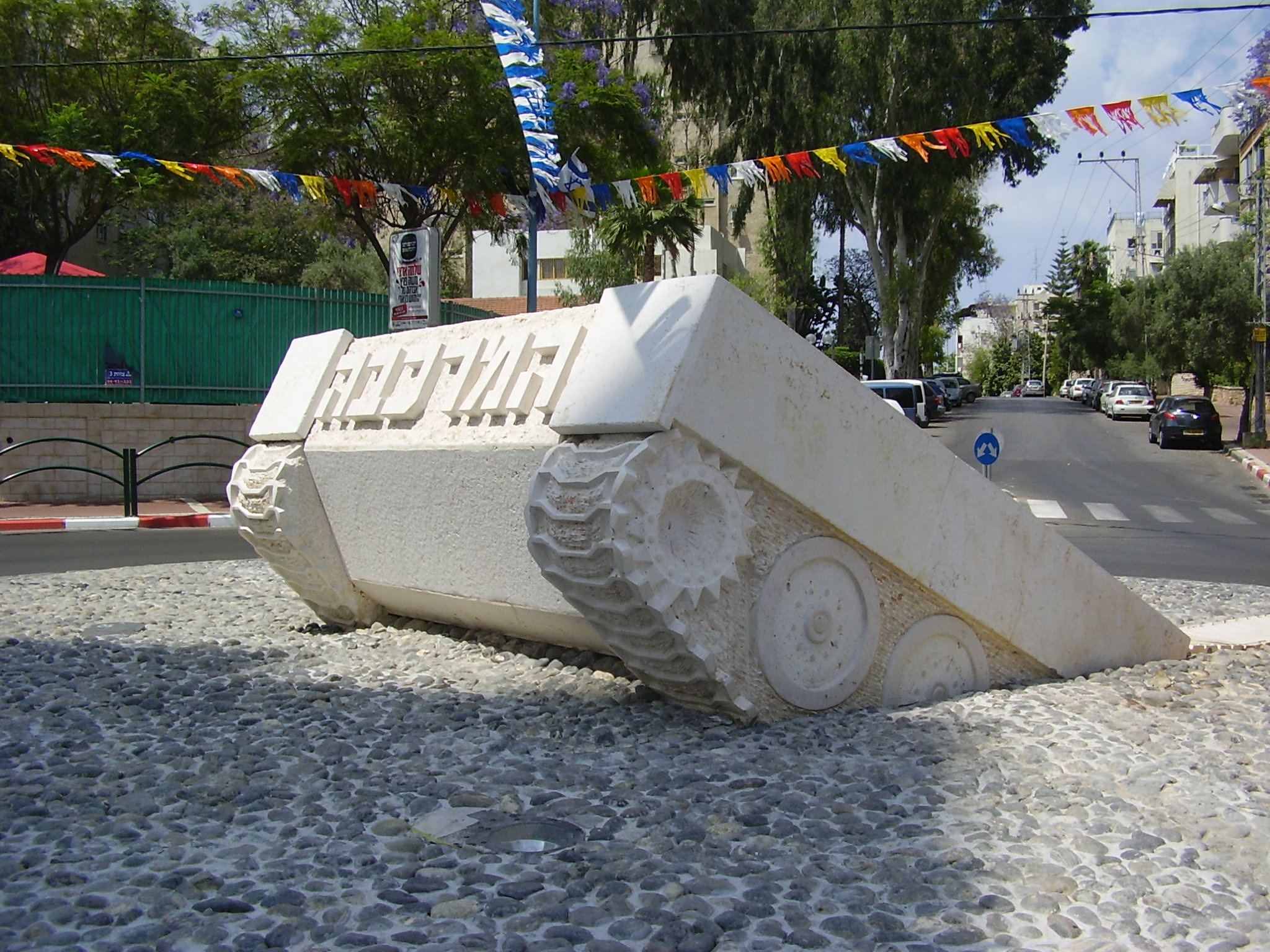
Памятник танку Меркава, Реховот

Исраэль Таль был награждён израильской наградой безопасности Элияху Голомба в 1961 и в 1973. В 1997 Таль стал лауреатом Государственной премии Израиля за специальный вклад в общество и государство. В 1991 он получил почётную докторскую степень университета Бен-Гурион в Негеве. В 2001 он был выбран «рыцарём качественного правительства» активистами «Движения за качественное правительство Израиля» в категории «военная сфера и безопасность». Портрет Исраэля Таля помещён в кавалерийском и бронетанковом музее Паттона в «Зале величайших бронетанковых командиров» вместе с его соотечественником Моше Пеледом, американцами Джорджем Паттоном, Крейтоном Абрамсом и германским фельдмаршалом Эрвином Роммелем.